# 킹 오브 캘리포니아
《킹 오브 캘리포니아》(영어: King of California)는 미국에서 제작된 2007년 코미디 드라마 영화이다. 마이크 케이힐은 이 영화를 통해 각본가 및 감독으로 데뷔하였다. 마이클 더글러스와 에번 레이철 우드가 주인공인 부녀 사이로 출연하였고, 알렉산더 페인 등이 제작에 참여하였다.
2007년 1월 24일 제23회 선댄스 영화제에서 최초 상영된 후 북미에서 제한 상영으로 개봉하였다.

## 줄거리
캘리포니아주 교외 샌타클러리타. 어머니에게서 버림을 받은 16살 미란다는 학교를 중퇴하고 맥도날드에서 일한다. 정신 병원에서 퇴원했지만 여전히 상태가 좋지 않아 보이는 아버지 찰리는 스페인 탐험가 후안 플로리스마르테 토레스 신부의 보물에 집착한다.
찰리는 금속 탐지기로 근방을 탐사하고 트레저 헌팅 서적을 뒤진 끝에 지역 코스트코 지점 밑에 금이 묻혀있다는 결론을 내리고, 금을 파낼 계획을 실현시키기 위해 미란다에게 코스트코에서 일을 시작해달라고 부탁한다. 찰리의 주장을 점점 믿게 된 미란다는 이를 찰리가 꿈에 도전해볼 마지막 기회라고 여겨 승낙한다.
코스트코에 취직한 미란다는 마스터 키를 훔친다. 영업 시간 이후에 찰리, 미란다, 찰리의 친구 페퍼가 코스트코에 들어가자 경보기가 울리지만 페퍼는 이를 프로페인 누출 때문인 것처럼 꾸민다. 이들이 숨어있는 사이 소방관들이 출동해 프로페인 통을 들고 철수한다.
바닥을 뚫자 지하에 강이 나타나고, 찰리가 스쿠버 장비를 입고 입수한다. 순찰을 돌던 경찰은 밖에서 망을 보던 페퍼를 체포한 뒤 워키토키를 발견하고는 코스트코에 강도가 들었다고 짐작한다. 경찰이 들이닥치자 찰리는 미란다에게 상품 정보 태그를 하나 쥐어주면서 절대 잃어버리지 말라고 신신당부한 뒤 강으로 다시 잠수한다.
이후 찰리의 몸은 발견되지 않는다. 미란다는 코스트코에서 태그가 일치하는 식기세척기를 발견하고 이를 구매한다. 안을 열자 찰리가 숨겨놓은 황금이 모습을 드러낸다.

## 출연
- 마이클 더글러스 - 찰리 역
- 에번 레이철 우드 - 미란다 역
  - 앨리신 애슐리 암 - 미란다 아역
- 윌리스 버크스 2세 - 페퍼 역
- 로라 커처거스 - 리타 역
- 폴 리버 - 더그 역
- 캐슬린 윌호이트 - 켈리 역
- 애슐리 그린 - 맥도날드 고객 역
- 윌 로사 - 경비원 역

## 기타 제작진
- 공동 제작: 조지 파라
- 라인 제작: 마이클 맥도널
- 협력 제작: 토드 길버트, 크리스티나 크라바스
- 배역: 조애나 콜버트
- 미술: 댄 비숍
- 세트: 다이애나 프리스
- 의상: 마이클 데니슨, 엘런 미로지닉

## 반응
뉴욕 타임스 평론가 스티븐 홀든은 이 영화가 《뻐꾸기 둥지 위로 날아간 새》(1975) 속편에 가깝다고 묘사하며, 잭 니컬슨이 연기한 랜들 맥머피와 이 영화의 주인공 찰리 사이에 존재하는 유사성을 지적하였다. 또한 주연을 맡은 마이클 더글러스가 《원더 보이스》(2000) 이후 출연작 중에서 가장 강렬한 연기를 보여주었다고 호평하였다.